# Emma Heinrich
Emma Heinrich, genannt Emmi Heinrich (* 13. November 1914 in Parchim als Emma Weger; † 17. September 1997 in Berlin) war eine deutsche Politikerin. Sie war von 1952 bis 1960 Bezirksvorsitzende der Blockpartei CDU der DDR in Neubrandenburg.

## Leben
Als Tochter eines Landwirts erhielt sie Privatunterricht und besuchte ein Lyzeum in Parchim und ein Abendgymnasium in Berlin. Von 1931 bis 1933 absolvierte sie eine Hauswirtschaftslehre, bevor sie sich bis 1936 in Berlin als Krankenschwester ausbilden ließ. Nach dem Staatsexamen 1936 in Berlin war Heinrich bis 1938 in der Volkspflege in Gelsenkirchen, von 1938 bis 1942 als Fürsorgerin in Berlin und dann bis 1945 als Waisenhausleiterin in Swinemünde tätig.
1945 trat sie der LDPD in Parchim bei, 1949 wechselte sie in die CDU. 1948 wurde sie Kreisfürsorgerin bzw. Abteilungsleiterin im Landkreisamt Parchim. Heinrich stellte sich nach der Parteisäuberung 1950 auf die Seite der prokommunistischen Kräfte in der DDR-CDU und konnte eine Laufbahn als hauptamtliche Funktionärin einschlagen. Zunächst gehörte sie von 1950 bis zur Auflösung 1952 dem Landtag Mecklenburg-Vorpommerns an, 1950 wurde sie Vorsitzende des DFD-Kreisverbandes Parchim. 1954 rückte Heinrich in den Landesvorstand der CDU auf.
Nach der Abschaffung der Länder übernahm Emma Heinrich von 1952 bis Mai 1960 den Vorsitz des Bezirksverbandes Neubrandenburg. Während dieser Zeit hatte sie von 1952 bis 1958 Mandate im Bezirkstag Neubrandenburg und von 1953 bis 1967 in der Volkskammer inne. Sie war zunächst Nachfolgekandidat der Volkskammer und wurde am 16. April 1958 für den verstorbenen CDU-Vorsitzenden Otto Nuschke zum Mitglied der Volkskammer gewählt. Von 1963 bis 1967 war sie wieder nur Nachfolgekandidat der Volkskammer, da sie nach 1960 nur noch die unbedeutenderen Funktionen einer Stadtsekretärin der CDU in Magdeburg und einer Stadtbezirkssekretärin der CDU in Berlin-Lichtenberg innehatte. Schließlich war sie bis zu ihrer Berentung 1974 als Sekretärin für Agitation und Propaganda im CDU-Bezirksverband Berlin.
Nach 1974 wirkte Heinrich als Ortsgruppenvorsitzende der Ortsgruppe Berlin-Königstor und förderte dort vor allem junge CDU-Mitglieder. Einer ihrer Schwerpunkte war der Versuch, das Verhältnis der Ortsgruppe mit den umliegenden Kirchen zu verbessern, was auch zum Teil gelang.
Emma Heinrich war verheiratet und hatte zwei Kinder, darunter den Schauspieler Jürgen Heinrich. Ihr Mann galt nach dem Zweiten Weltkrieg als vermisst.

## Auszeichnungen
- 1960 Otto-Nuschke-Ehrenzeichen in Silber[4]
- 1975 Clara-Zetkin-Medaille
- 1984 Vaterländischer Verdienstorden in Silber